# Буккауталь
Буккауталь (нем. Buckautal) — община в Германии, в земле Бранденбург.
Входит в состав района Потсдам-Миттельмарк. Подчиняется управлению Цизар.  Население составляет 515 человек (на 31 декабря 2010 года). Занимает площадь 39,07 км².
Коммуна подразделяется на 4 сельских округа.
| Год  | Население |
| ---- | --------- |
| 2005 | 546       |
| 2010 | 519       |